# گنج‌آباد علیا (هشترود)
گنج‌آباد علیا روستایی در دهستان نظرکهریزی بخش نظرکهریزی شهرستان هشترود استان آذربایجان شرقی ایران است.

## جمعیت
بر پایه سرشماری عمومی نفوس و مسکن در سال ۱۳۹۵ جمعیت این روستا ۱۳۴ نفر (۳۱خانوار) بوده‌است.